# Türi kommun
Türi kommun (estniska: Türi vald) är en kommun i landskapet Järvamaa i mellersta Estland. Kommunen ligger cirka 90 kilometer sydost om huvudstaden Tallinn. Staden Türi är kommunens centralort.

## Administrativ historik
Türi kommun omfattade från 1992 ett område runt omkring staden Türi. Själva staden ingick då inte i kommunen utan utgjorde en egen kommun (stadskommun). Den 23 oktober 2005 infogades dock staden, tillsammans med de angränsande kommunerna Kabala och Oisu, i Türi kommun. I samband med detta infördes ett nytt kommunvapen för den utvidgade kommunen som kombinerade element från både stadens vapen och den tidigare kommunens vapen.
Den 22 oktober 2017 fick kommunen sin nuvarande omfattning när även de båda kommunerna Käru och Väätsa gick upp i kommunen. Samtidigt med detta fördes området motsvarande tidigare Käru kommun över från landskapet Raplamaa till Järvamaa.

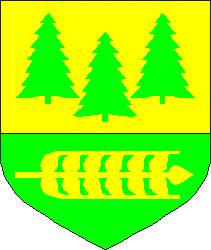
Kabala kommunvapen.
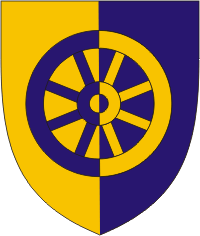
Käru kommunvapen från 1992.
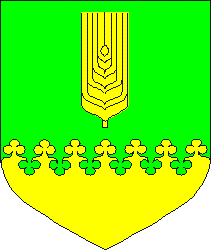
Oisu kommunvapen från 1995.
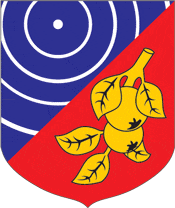
Türi stadsvapen från 1992.
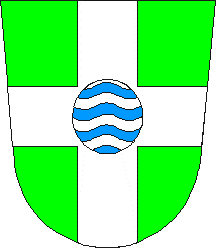
Türi gamla kommunvapen från 1995.
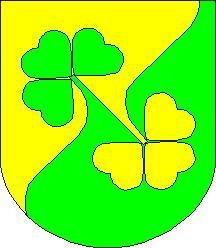
Väätsa kommunvapen från 1995.

## Geografi

### Klimat
Trakten ingår i den hemiboreala klimatzonen. Årsmedeltemperaturen i trakten är 3 °C. Den varmaste månaden är juli, då medeltemperaturen är 17 °C, och den kallaste är januari, med −12 °C.

## Orter
I Türi kommun finns en stad, fyra småköpingar och 53 byar.

### Städer
- Türi (centralort)

### Småköpingar
- Käru
- Oisu
- Särevere
- Väätsa

### Byar
- Aasuvälja
- Arkma
- Jõeküla
- Jändja
- Kabala
- Kahala, Türi kommun
- Karjaküla
- Kirna
- Kolu
- Kullimaa
- Kurla
- Kõdu
- Kädva
- Kändliku
- Kärevere
- Laupa
- Lauri
- Lokuta
- Lungu
- Lõõla
- Meossaare
- Metsaküla
- Mäeküla
- Näsuvere
- Ollepa
- Pala
- Pibari
- Piiumetsa
- Poaka
- Põikva
- Rassi
- Raukla
- Reopalu
- Retla
- Rikassaare
- Roovere
- Röa
- Saareotsa
- Sagevere
- Saueaugu
- Sonni
- Taikse
- Tori
- Tännassilma
- Türi-Alliku
- Vilita
- Villevere
- Vissuvere
- Väljaotsa
- Väljataguse
- Ülejõe
- Äiamaa
- Änari